# Santa Lúcia
Santa Lúcia là một đô thị thuộc bang Paraná, Brasil. Đô thị này có diện tích 172,93 km², dân số năm 2007 là 4433 người, mật độ 29,9 người/km².